# Kiara Advani
Kiara Advani (geboren Alia Advani; Bombay, 31 juli 1992) is een Indiaas actrice die voornamelijk in de Hindi-filmindustrie actief is.

## Biografie
Advani veranderde haar voornaam in Kiara voorafgaand aan de release van haar eerste film Fugly (2014). Haar naamkeuze was geïnspireerd op Priyanka Chopra's personage Kiara in de film Anjaana Anjaani (2010). Ze heeft verklaard dat het Salman Khan's suggestie was om haar naam te veranderen, om verwarring met de bekende actrice Alia Bhatt te voorkomen.
Advani kreeg veel lof voor haar rol in de Netflix film Lust Stories (2018). Ze speelde verder in films als Bharat Ane Nenu (2018), Good Newwz (2019) en Shershaah (2021).
Op 7 februari 2023 trouwde zij met Sidharth Malhotra, met wie zij samen speelde in Shershaah.

## Filmografie

### Films
| Jaar | Film                         | Rol                | Opmerking             |
| ---- | ---------------------------- | ------------------ | --------------------- |
| 2014 | Fugly                        | Devi               |                       |
| 2016 | M.S. Dhoni: The Untold Story | Sakshi Rawat       |                       |
| 2017 | Machine                      | Sarah Thapar       |                       |
| 2018 | Bharat Ane Nenu              | Vasumathi          | Telugu film           |
| 2018 | Lust Stories                 | Megha              | Karan Johar's verhaal |
| 2019 | Vinaya Vidheya Rama          | Seetha             | Telugu film           |
| 2019 | Kalank                       | Lajjo              | gastoptreden          |
| 2019 | Kabir Singh                  | Preeti Sikka       |                       |
| 2019 | Good Newwz                   | Monika Batra       |                       |
| 2020 | Guilty                       | Nanki Dutta        |                       |
| 2020 | Laxmii                       | Rashmi Rajput      |                       |
| 2020 | Indoo Ki Jawani              | Indoo Gupta        |                       |
| 2021 | Shershaah                    | Dimple Cheema      |                       |
| 2022 | Bhool Bhulaiyaa 2            | Reet Thakur        |                       |
| 2022 | Jugjugg Jeeyo                | Naina Sharma Saini |                       |
| 2022 | Govinda Naam Mera            | Suku               |                       |
| 2023 | Satyaprem Ki Katha           | Katha Kapadia      |                       |
| 2025 | Game Changer                 | Deepika            | Telugu film           |
| 2025 | War 2                        | Kavya Luthra       |                       |

### Webseries
| Jaar | Serie         | Rol      | Platform | Opmerking    |
| ---- | ------------- | -------- | -------- | ------------ |
| 2020 | Masaba Masaba | haarzelf | Netflix  | gastoptreden |